# Денештій-Кіоарулуй
Денештій-Кіоарулуй (рум. Dăneștii Chioarului) — село у повіті Марамуреш в Румунії. Входить до складу комуни Мірешу-Маре.
Село розташоване на відстані 406 км на північний захід від Бухареста, 21 км на південний захід від Бая-Маре, 88 км на північ від Клуж-Напоки.

## Населення
За даними перепису населення 2002 року у селі проживали 499 осіб, усі — румуни. Усі жителі села рідною мовою назвали румунську.